# Mítosz
A mítosz (a görög μυθος=müthosz a. m. beszéd, elbeszélés, üzenet, párbeszéd szóból) eredeti értelmezésben irodalomelméleti, irodalom- és kultúrtörténeti fogalom. A különféle emberi kultúrák és vallások a mítoszaikban magyarázzák meg a világ keletkezéséről és lényegéről, az emberi civilizáció gyökereiről szóló elképzeléseiket. Az eszkatológikus vallási mítoszok szerint végül a jó ismét legyőzi a rosszat, mint a teremtéskor, és a végítélet után ismét megteremti a paradicsomi állapotot. Istenekről, félistenekről, természetfeletti képességekkel rendelkező hősökről szóló, valós és mesei elemeket tartalmazó történet.

## Történeti értelmezés

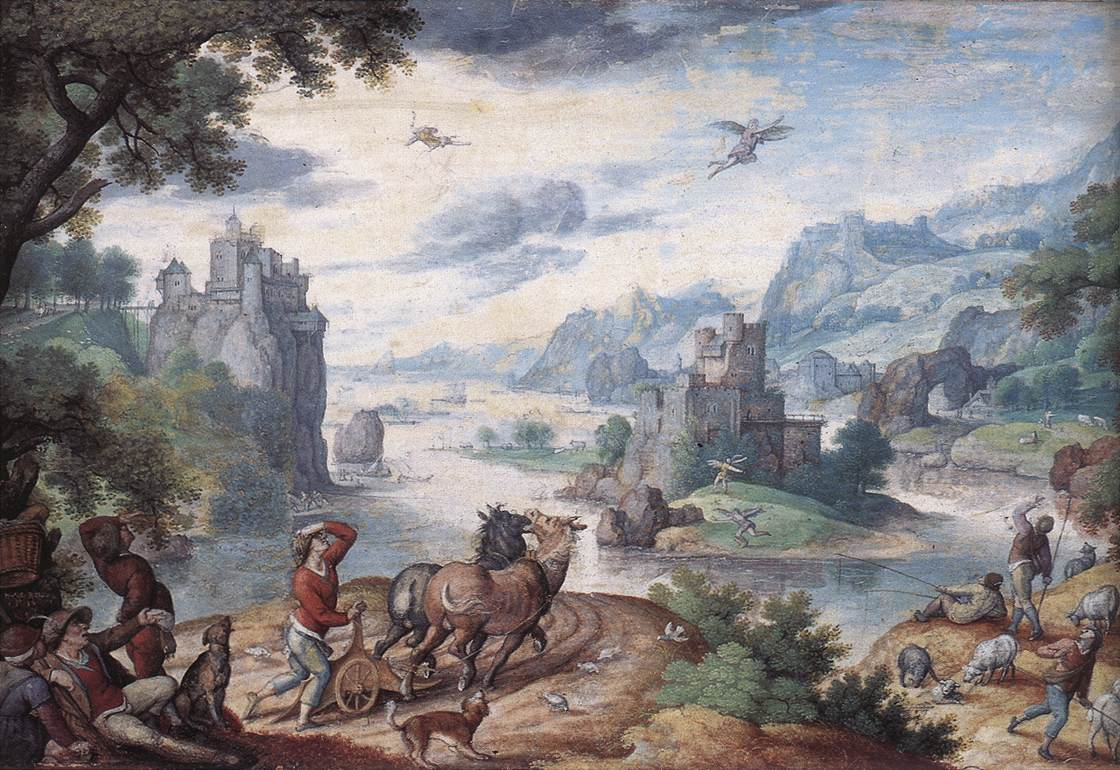
Hans Bol: Tájkép Ikarosz történetével (Museum Mayer van den Bergh, Antwerpen)

Az írással nem rendelkező kultúrákban azokat az általában élőbeszéd formájában és nemegyszer erre szakosodott mesteremberek (énekmondók, lantosok, varázslók és táltosok stb.) által terjesztett történeteket jelentette, amelyek a kultúra, a közösség, a kisebb-nagyobb csoportok számára valamilyen közös jelentést hordoztak, és ezáltal a csoport közös emlékezetének egy fontos részét alkották s az ősök tudását őrizték. Ez a tudás, ez a közös jelentés általában, mivel a tudományos, sőt a racionális gondolkodás általában még nem alakult ki ezen csoportokban, vallásos elemekkel mélyen át volt itatva. Az ősi, csak kezdetleges vagy semmilyen írással sem rendelkező csoportok mítoszainak rendszere, a mitológia, általában egyszerre jelentett tudományos világmagyarázatot, vallási tanítást és hiedelemrendszert (a tudomány és vallás ekkor még nem vált el élesen egymástól), erkölcsi útmutatót és „népi–nemzeti”, csoportmegkülönböztető hagyományok rögzítését.
Idővel a legtöbb történeti csoport (sumerok, akkádok, héber törzsek, az egyiptomi istenkirályság, Görögország pelaszg őslakosai, Kína „han” etnikumú népessége, a görögök csoportjai, a rómaiak stb.) létrehozta a maga világmagyarázatából, vallásából, isteneiből, hőstörténeteiből összegyúrt mitológiáját. Ennek megfelelően beszélhetünk sumer, héber, egyiptomi, görög, római stb. mitológiáról. Történeti értelmezésben a mítosz mindig egy történelmileg létező csoport saját mítoszát, a mitológia mindig egy létező és nagyobb területi, etnikai és vallási csoport mitológiáját jelenti (eltérően például a tudományos-fantasztikus és fantasyszerzők által teremtett egyéni mitológiáktól vagy egy-egy karizmatikus filozófus vagy filozófuscsoport, például a püthagoreusok vagy a platonisták tanításaitól).
Az írott formákban is létező mítoszrendszereket általában az írás kialakulásakor vagy annak elterjedésekor írták csak le, és gyakran számtalan nagyon eltérő változatban rögzítették őket. Ennek magyarázata, hogy rögzítés híján az elbeszélt mítoszok az emberi emlékezet, hallás, értelmezés stb. esetlegességei, valamint elképzelhetően a világ és a társadalom változásait követő folyamatos újraértelmezés miatt gyakran erősen változtak, torzultak és emiatt számtalan változatuk alakult ki. Ilyenkor gyakran a leírók mesterségesen, művi úton teremtették meg a mítoszrendszer konzisztenciáját (a mítoszok összefüggőségéért, hogy ne mondjanak egymásnak ellent). Így alakult ki például a finn mitológia alapműve, a Kalevala-eposz (de a zsidó–keresztény hagyomány szentírása, a Biblia is).
Lásd még: mitológia. Líra és dráma meg epika műfajú

## Egyéb értelmezések
Az ősi vagy az euroatlanti civilizációba nem sorolt kultúrák (például indián törzsek) mitológiájának mintájára a modern kor sok írója „művileg” teremtett, most már elsősorban szórakoztatás vagy egyéni gondolatainak kifejezése céljából, irodalmi mű formájában megalkotott, az ősi mítoszokra hasonlító történeteket. Ilyen például Tolkien regénytrilógiája, az A gyűrűk ura. Ez a szokás, legalábbis az európai civilizációban, alighanem leginkább a romantika korszakáig nyúlik vissza. A mítoszteremtés a romantika és az akkörüli korokban sem volt szokatlan, azokban a korokban és nemzetekben, ahol a népi mítoszrendszer különféle okok miatt elfelejtődött; sok költő művileg teremtett „népi” mítoszokat (sokszor a hamisítás eszközeitől sem visszariadva); kultúrpolitikai céloktól vezérelve, ám már ekkor megjelentek az egyéni teremtésű költői mítoszok is (egy igen jellegzetes példa az utóbbira Hoffman műve, Az arany virágcserép), ez utóbbiak napjainkban ismét igen divatosak. Lásd még fantasy.
Megjegyzés: Egy másik, a modernebb korokban keletkezett értelmezésben, a mítoszok hőstörténeti tartalmára utalva a kifejezés valamely dologról vagy emberről keletkezett vagy szándékosan keltett erősen, esetleg hamis módon, túlzóan pozitív képet is jelenthet, elsősorban a szenzációhajhász újságírói argóban (a „…mítosza szétfoszlott” vagy a „miféle mítosz lengte körül Marilyn Monroe-t?” kifejezésekben).

## Definíciója
Jelentése 'beszéd, elmondás, mese'. Hősei lehetnek istenek, héroszok (félistenek). Nem tudományos→képszerű
vallásos elem:istenképzet. A mítoszok alapjául általában valamilyen cselekmény, történet szolgált, azaz epikus jellegűek. Témái lehetnek: 
- istenek születése (TEOGÓNIA)
- istenek harca (TEOMACHIA)
- egy-egy isten élettörténete, tevékenysége
- okmagyarázó történetek-világ születése (KOZMOGÓNIA)
- világ felépítése (KOZMOLÓGIA)

A mítoszok összessége a mitológia.

## Mítoszfeldolgozások

### Könyvek
- Az Aranygyapjú (Robert Graves): Az Argonauták története
- Átváltozások (Publius Ovidius Naso): görög-latin átváltozásmítoszok feldolgozása
- Görög mítoszok (Robert Graves): ld. a címét
- Metamorphoses (magyarul Átváltozások, Publius Ovidius Naso): görög-latin átváltozásmítoszok feldolgozása
- Mipam, avagy az öt bölcsesség lámája (Yong Den Láma és Alexandra David-Neel): némely tibeti mondák
- Új Ég, Új Föld (Kodolányi János): A Gilgames-eposz egy része
- Vízöntő (Kodolányi János): A Gilgames-eposz egy része, a vízözön
- Zeusz Emlékiratai (Maurice Druon): A görög mitológia a teremtéstől Zeusz uralomra jutásáig
- The Myth of the Godess (Anne Baring Jules Cashford): Az emberi mitológia kezdeteitől a monoteista vallások világ és emberképéig